# Octava Cumbre BRICS 2016
La Reunión Cumbre del BRICS del año 2016 fue la octava Cumbre Diplomática Anual de jefes de Estado o de Gobierno de los Estados miembros del BRICS. Se celebró en la ciudad india de Benaulim en Goa los días 15 y 16 de octubre de 2016. India ocupó la presidencia del BRICS de febrero a diciembre de 2016.

## Elección de la sede
En julio de 2015, durante la Séptima Cumbre del BRICS, se anunció que la India sería la sede de la Octava Cumbre del BRICS en 2016. En marzo de 2016, Goa fue anunciada como sede de la cumbre.

## Participantes
| Miembros principales del BRICS El estado y líder anfitrión se muestran en negrita. |           |                  |                 |
| Miembro                                                                            | Miembro   | Representado por | Título          |
| Bandera de Brasil                                                                  | Brasil    | Michel Temer     | Presidente      |
| Bandera de Rusia                                                                   | Rusia     | Vladímir Putin   | Presidente      |
| Bandera de la India                                                                | India     | Narendra Modi    | Primer Ministro |
| Bandera de la República Popular China                                              | China     | Xi Jinping       | Presidente      |
| Bandera de Sudáfrica                                                               | Sudáfrica | Jacob Zuma       | Presidente      |

## Eventos paralelos
El primer festival de cine BRICS se celebró en Nueva Delhi del 2 al 6 de septiembre de 2016. El festival de cine de cinco días proyectó cuatro películas, una de cada uno de los Estados participantes.
Los ministros de medio ambiente de los países BRICS celebraron una reunión el 16 de septiembre en Goa y acordaron un memorándum de entendimiento y anunciaron la creación de un grupo de trabajo conjunto que institucionalizará su cooperación mutua en cuestiones relacionadas con el medio ambiente. Los ministros de agricultura de las naciones BRICS se reunieron el 23 de septiembre en Nueva Delhi.
La primera feria comercial de los países BRICS se celebró en el recinto ferial de Pragati Maidan, Nueva Delhi, del 12 al 14 de octubre. Controversialmente, China no participó del evento por barreras comerciales, siendo esto entendido por los medios indios como un desaire en medio de una disputa diplomática tras el veto de China sobre la solicitud de la India de nombrar a Masood Azhar, líder de Jaish-e-Mohammed, en la ONU como "terrorista designado".
La primera Copa de Fútbol BRICS Sub-17 se celebró en Goa del 5 al 15 de octubre.

## Cuestiones generales
Antes de que empiece el encuentro, fueron firmados varios acuerdos entre Rusia e India para que, este último, pueda adquirir misiles antiaéreos S-400 y cuatro fragatas, así como de dos nuevos reactores nucleares para la central nuclear de Kudankulam, Tamil Nadu, y el permiso para construir helicópteros Kamov 226T rusos en fábricas indias.
Fue anunciada la creación de una agencia de calificación y un acuerdo de reserva de emergencia (CRA) con un pozo de 10 000 millones de dólares, de los que China aportó 41 000 millones; Brasil, India y Rusia 18 000 millones cada uno y Sudáfrica los 5000 millones restantes, siguiendo el ideal original de ser una alternativa al FMI y el Banco Mundial. También fue firmado un memorándum de entendimiento sobre el desarrollo conjunto del yacimiento de oro de Kliuchévskoye, cerca del lago Baikal, en Siberia, que, con la esperada producción de 12 millones de toneladas de minerales anualmente, se lograrían de 400 a 500 millones de dólares en forma de inversiones. Entre otros proyectos a futuro, fue acordado en plan de poner en marcha el Centro de Investigaciones Agrícolas y acelerar la construcción de la red de ferrocarriles, mientras que, por otro lado, se volvió a pedir a los países europeos para que cedan dos puestos del FMI a países con economías emergentes.
Llegando al final, fue celebrada la puesta en marcha del Nuevo Banco de Desarrollo, nacido en la Cuarta Cumbre de 2012. La cumbre se cerro con la Declaración de Goa, un documento firmado por los representantes de los BRICS, que estableció la postura del grupo ante las sanciones unilaterales, el papel de la ONU en el mundo y la situación en Siria y Afganistán, citando a grupos terroristas como el Estado Islámico, Al Qaeda y Jabhat al-Nusra.

## Cumbre BRICS-BIMSTEC

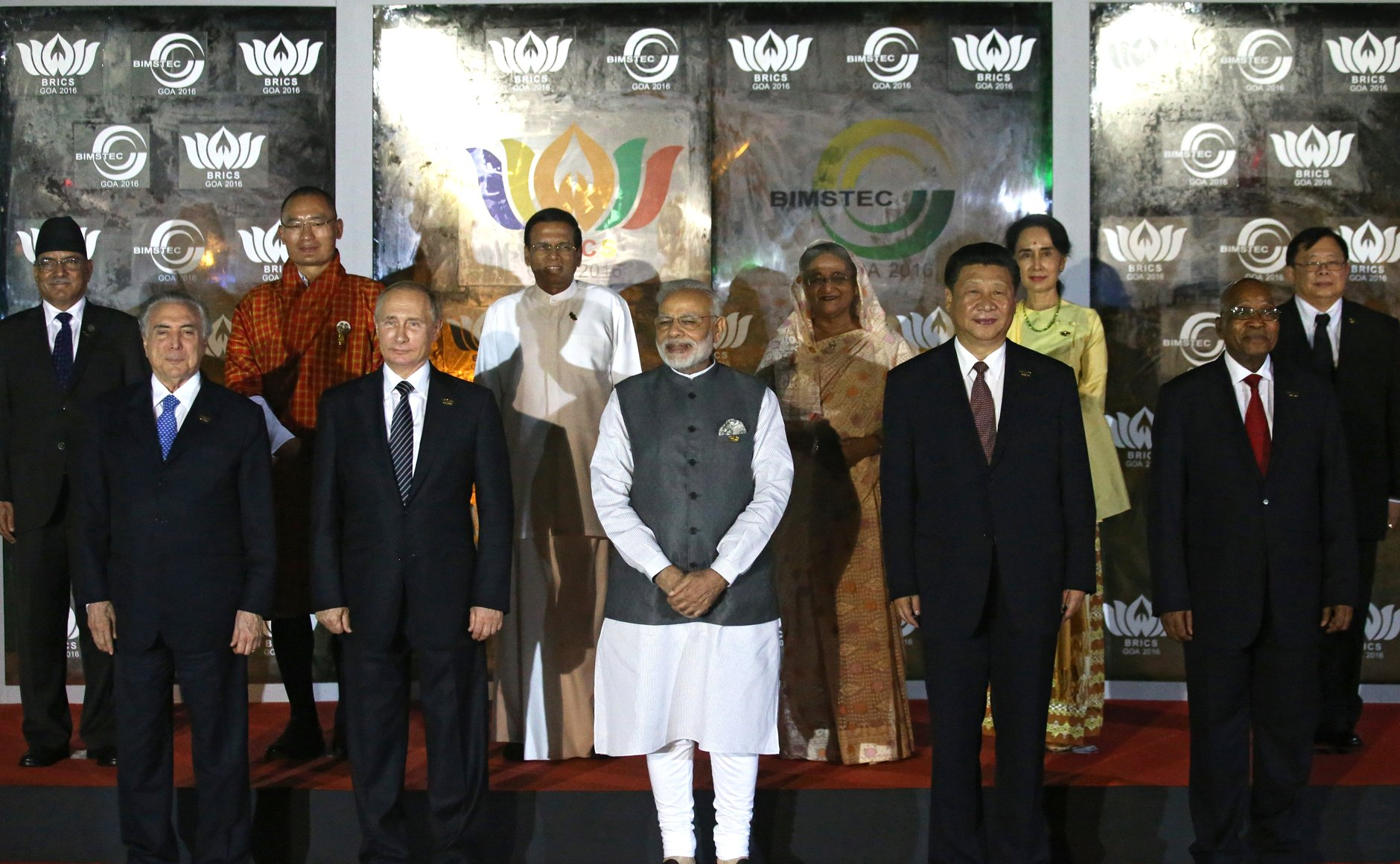
Foto grupal de los líderes del BRICS junto a los jefes de las delegaciones de los Estados miembros de BIMSTEC antes de su reunión.

Los líderes de los países miembros de la Iniciativa de la Bahía de Bengala para la Cooperación Técnica y Económica Multisectorial (BIMSTEC, por sus siglas en inglés) fueron invitados por India para celebrar una cumbre conjunta con el BRICS debido al alcance regional de estos últimos países.
Representantes de los estados BIMSTEC asistentes
- Bangladés – Sheikh Hasina, Primera ministra
- Bután – Tshering Tobgay, Primer Ministro
- Birmania – Aung San Suu Kyi, Consejera de Estado
- Nepal – Pushpa Kamal Dahal, Primer Ministro
- Sri Lanka – Maithripala Sirisena, Presidente
- Tailandia – Virasakdi Futrakul, Viceministro

## Mandatarios presentes
Los jefes de Estado/jefes de gobierno de los cinco países participaron de la cúpula.

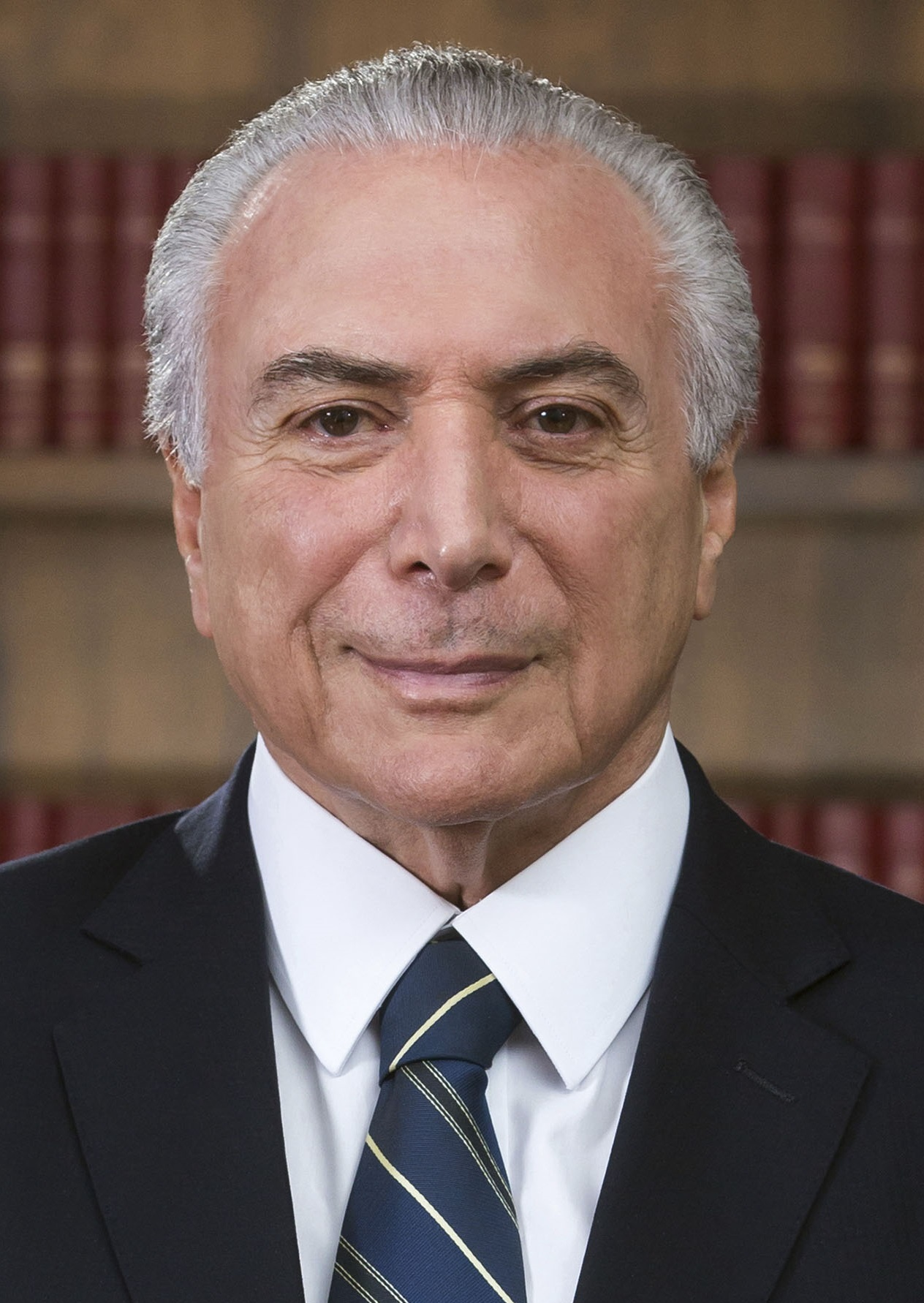
Michel Temer, Presidente de Brasil.
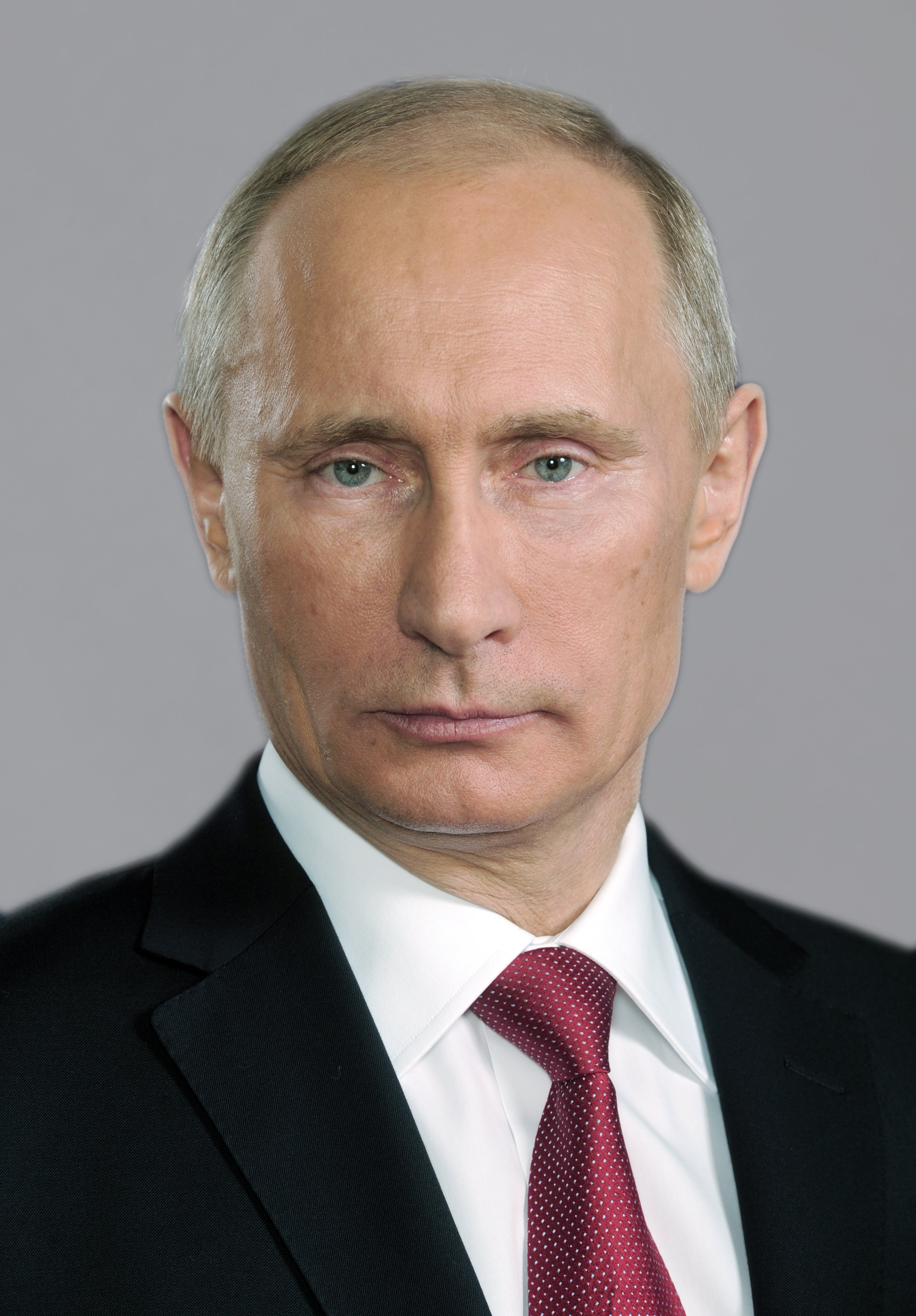
Vladímir Putin, Presidente de Rusia.
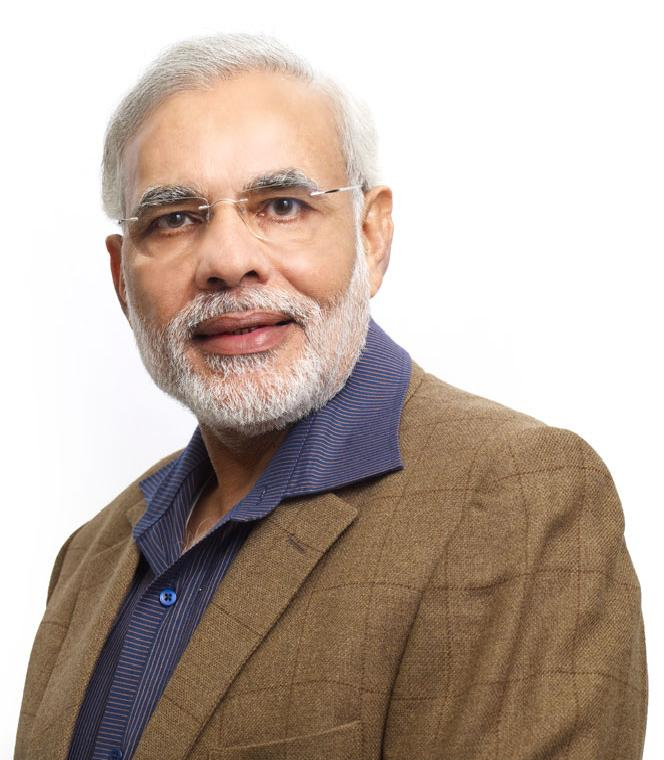
Narendra Modi, Primer Ministro de India.
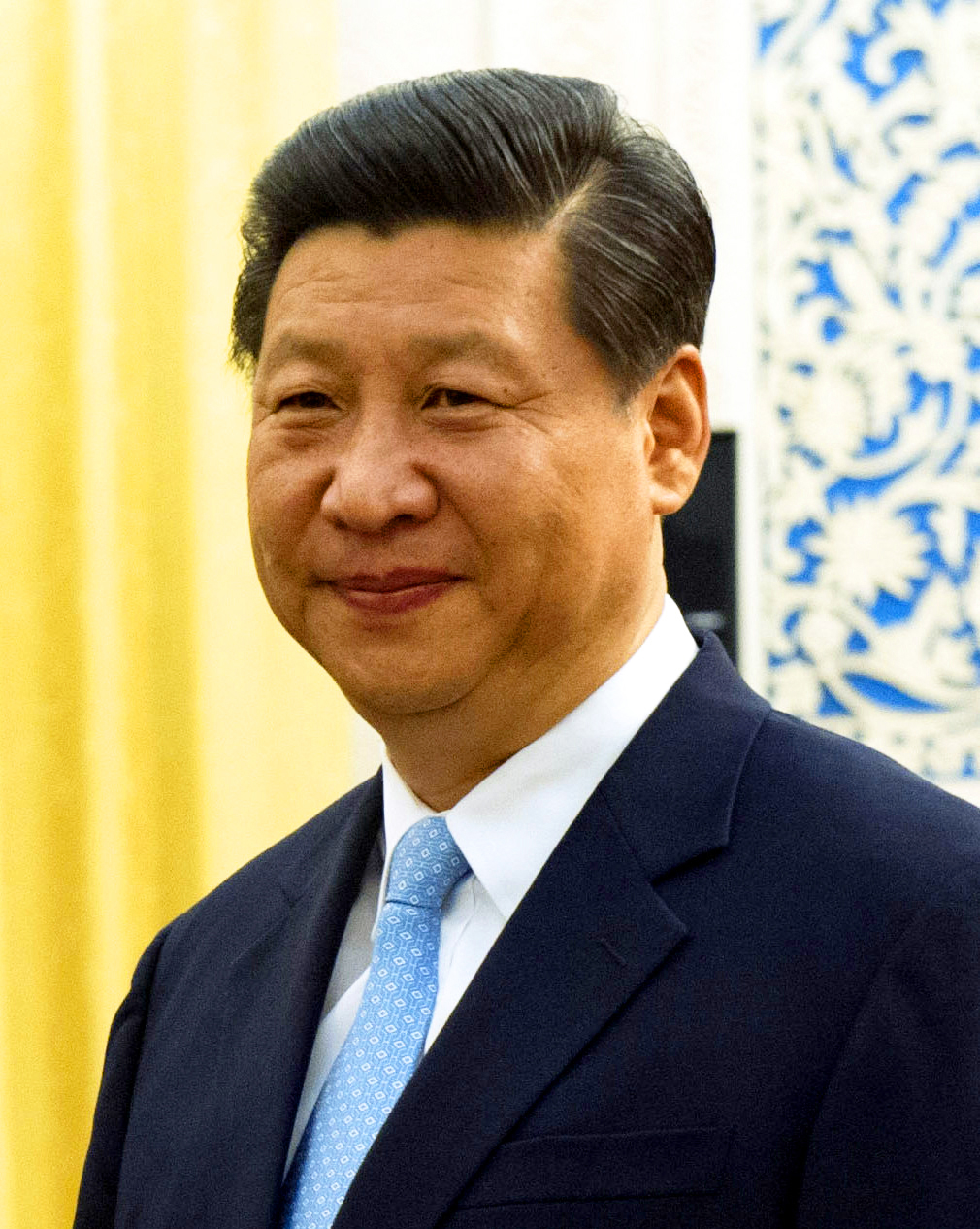
Xi Jinping, Presidente de China.
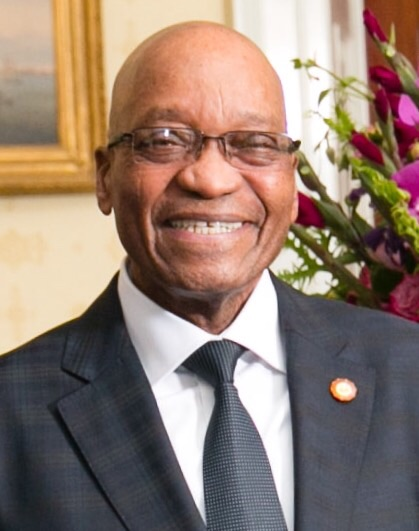
Jacob Zuma, Presidente de Sudáfrica.

## Controversias
En cuanto al tema de la militancia, hubo controversia, particularmente a la luz de las secuelas del ataque de Uri de 2016 y el conflicto de Cachemira de 2016. Mientras que Modi dijo que los miembros de BRICS "acordaron que aquellos que nutren, albergan, apoyan y patrocinan esas fuerzas de violencia y terror son tan una amenaza para nosotros como los terroristas mismos", el comunicado final no mencionó dicho consenso o las palabras "nutren", "albergan" o "patrocinan". China tampoco cambió su postura sobre el rechazo de la candidatura de la India para ser miembro del Grupo de Abastecedores Nucleares y sobre el veto en el Consejo de Seguridad de las Naciones Unidas. En las últimas discusiones, Pakistán reaccionó diciéndole a Modi que, sin nombrar ningún estado: "Trágicamente, la madre del terrorismo es un país en el vecindario de la India." Luego dijo que los líderes indios estaban engañando a los miembros de BRICS. Asimismo, la portavoz del Ministerio de Relaciones Exteriores de China, Hua Chunying, dijo: "Todos saben que India y Pakistán son víctimas del terrorismo. Pakistán ha realizado grandes esfuerzos y grandes sacrificios para luchar contra el terrorismo. Creo que la comunidad internacional debe respetar esto. También nos oponemos a la vinculación del terrorismo a cualquier país, etnia o religión específicos. Esta es la posición constante de China." Añadió que China apoyaría a su aliado en medio de una posible campaña de la India por aislar a Pakistán.
Las redes sociales en India también pidieron un boicot a China en medio de las controversias sobre el veto del Consejo de Seguridad de las Naciones Unidas, pero Modi buscó un mayor intercambio. El Congreso de la Juventud Tibetana también protestó frente a la embajada de China en Nueva Delhi. Su presidente Tenzin Jigme emitió una declaración que decía: "Mientras la ocupación continúe, mientras el gobierno comunista continúe con su postura y políticas de línea dura, ignorando los gritos del pueblo tibetano, la lucha y la resistencia de los tibetanos continuará. [China debe detener su] ocupación ilegal [del Tíbet]." También expresó su preocupación por la "situación crítica actual".